# Romet 727
Romet 727 – skuter produkowany w Chinach przez Zhejiang Lingyu Vehicle Industry Co.Ltd jako model HT50QT-16,  importowany i sprzedawany w Polsce przez Romet Motors od 2007 lub 2008 pod marką Romet.

## Konstrukcja/wyposażenie modelu
Dla miejskiego skutera Romet 727 przewidziano kolory srebrno-bordowy, srebrno-czarny,czarno-czerwony, srebrno-czerwony, oraz srebrno-fioletowy. Wyposażony jest standardowo i opcjonalnie w profilowany aluminiowy bagażnik, specjalistyczny kufer, alarm z pilotem, szybę ochronną i aluminiowe stopki.

## Dane techniczne
- Wymiary: 1670 mm x 740 mm x 1080 mm,
- Silnik: czterosuwowy, jednocylindrowy, chłodzony powietrzem,
- Pojemność: 49,5 cm³,
- Moc maksymalna: 2,4 kW (3,2 KM) przy 7000 obr./min.,
- Rozruch: elektryczny, nożny,
- Zapłon: elektroniczny CDI,
- Przeniesienie napędu: automatyczne, bezstopniowe,
- Prędkość maksymalna: 45 km/h,
- Pojemność zbiornika paliwa: 4,5 l,
- Hamulec przód/tył: tarczowy/bębnowy,
- Opony przód/tył: 10x3,5 10x3,5 lub niskoprofilowane 12x3,5/12x3,5 w zależności od wersji.
- Masa pojazdu gotowego do jazdy: 80 kg,
- Dopuszczalna ładowność: 150 kg,
- Amortyzator przód/tył: pojedynczy,
- Wyposażenie dodatkowe: obszerny kufer, alarm z pilotem.